# Kinder, Kinder
Kinder, Kinder ist eine neunteilige deutsche Comedyserie von RTL, die 2007 ausgestrahlt wurde. Autoren waren unter anderem Sascha Albrecht und Chris Geletneky; produziert wurde die Serie von Ralf Günther (Brainpool) im Auftrag von RTL. Gedreht wurde in Köln und Umgebung.

## Inhalt
Die Serie handelt von den drei Schwestern De Vries und ihren Familien. Alle erfüllen dabei stereotype Eigenschaften deutscher Gesellschaftsschichten. Katja Eumann (geborene De Vries) lebt mit ihrem Mann Andreas und dem Sohn Paul in einer gutbürgerlichen bis spießigen Kleinfamilie. In der Ehe gibt es bereits Probleme und schließlich betrügt sie ihren Mann mit dem Nachbarn. Claudia Ziegler-De Vries und ihr Mann Robert werden häufig mit typischen Problemen deutscher Eltern mit jungen Kindern konfrontiert. Allerdings haben auch sie wenig Verständnis dafür, wenn sich andere belästigt fühlen. Jessica De Vries ist während der Serie mit Zwillingen schwanger. In der letzten Folge werden die Kinder geboren. Ihr Freund Christian ist ziemlich chaotisch. Er hat gekifft und versucht in einer Folge, Hanf anzubauen, um Geld für seine Familie zu verdienen. Die Mutter der drei Schwestern ist Marion De Vries. Sie lebt inzwischen in einer lesbischen Beziehung.

## Autoren
- Chris Geletneky
- Sascha Albrecht
- Iris Kobler
- Attik Kargar

## Regie
- Tobi Baumann
- Heinz Dietz

## Leitung Redaktion Sitcom RTL
- Gunther Burghagen

## Nominierung und Auszeichnungen
- Deutscher Comedypreis 2007: Beste Comedy-Serie
- Deutscher Fernsehpreis 2007: Nominierung als Beste Sitcom